# Thirumuruganpoondi
Thirumuruganpoondi es una ciudad y nagar Panchayat situada en el distrito de Tirupur en el estado de Tamil Nadu (India). Su población es de 31528 habitantes (2011).

## Demografía
Según el censo de 2011 la población de Thirumuruganpoondi era de 31528 habitantes, de los cuales 15959 eran hombres y 15749 eran mujeres. Thirumuruganpoondi tiene una tasa media de alfabetización del 83,90%, superior a la media estatal del 80,09%: la alfabetización masculina es del 89,57%, y la alfabetización femenina del 78,10%.